# Johann David Börner
Johann David Börner (* 13. September 1762 in Ravensburg; † 4. Mai 1829 in Nordheim im Elsass) war ein französischer General deutscher Herkunft.

## Leben
Börner wuchs im oberschwäbischen Ravensburg auf und trat 1780 in Straßburg in französische Dienste und nahm im Dritten Koalitionskrieg 1805–1806 an den Schlachten von Ulm, Jena, Austerlitz und Pułtusk teil. Bei Austerlitz erhielt er von Napoleon das Kreuz der Ehrenlegion. Er war Kommandant von Breslau und wurde dann auf Wunsch Napoleons Brigade-General im Königreich Westphalen. Im Februar 1809 marschierte er mit einer westphälischen Division unter General Joseph Antoine Morio nach Spanien. Seinen Ruhestand verlebte er in Nordheim im Elsass.